# Stratovulkán

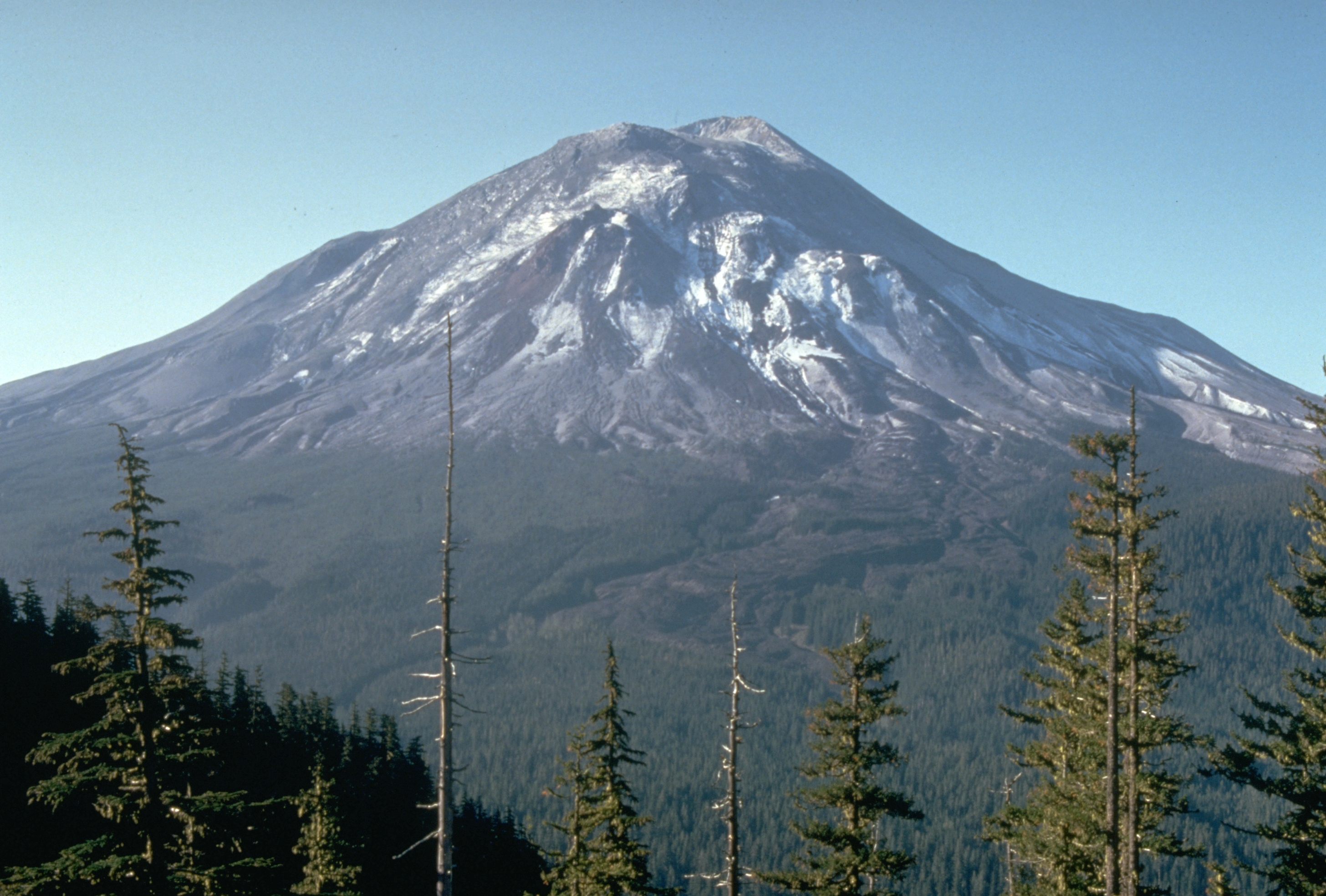
Mount St. Helens – stratovulkán – před erupcí v roce 1980

Idealizovaný řez kompozitní sopkou. Písmeno D označuje vrstvy vzniklé lávovými výlevy, F označuje vrstvy pyroklastického materiálu

Kompozitní sopka či stratovulkán (někdy taktéž označována jako navrstvená sopka) je označení pro kuželovitý typ sopky, která je tvořena velkým množstvím vrstev lávy a pyroklastických hornin (tefry, strusky a sopečného popela) různého chemického složení. Pro vznik tohoto druhu sopky je tak důležité střídání výlevné a explozivní fáze sopečné činnosti. Oproti štítovým sopkám, které mají pozvolna zvedající se svahy, pro kompozitní sopky je charakteristické, že mají velice příkré svahy dosahující v horních partiích sopky až ke 30°. Dalším obvyklým znakem je střídání silných sopečných erupcí s obdobím klidové fáze. V některých případech se na vrcholku nachází sopečný kráter, tzv. sopečná kaldera, vzniklý jako výsledek propadu vrchu sopky.
Kompozitní sopky se vyskytují na Zemi ve všech sopečných oblastech, jsou častější než štítové sopky, nicméně méně časté než sypané kužele či tufové prstence. Většinou se nacházejí v blízkosti subdukcí, kde se oceánská kůra zasunuje pod kontinentální kůru v rámci procesů deskové tektoniky. Charakteristickými příklady jsou sopky Krakatoa, Vesuv, Mount St. Helens či Fudži. V okolí těchto sopek se často vyskytuje velice úrodná půda, což zapříčiňuje často vysokou hustotu obyvatelstva v jejich blízkosti.
Jejich vznik je doprovázen poměrně silnými sopečnými erupcemi, během kterých se do okolí rozlévá láva, či explozemi, které do okolí vrhají množství sopečných pum a sopečného popela. Často taktéž dochází ke kolapsům části svahu, čímž mohou vznikat nebezpečné pyroklastické proudy. Tento druh projevů je způsoben tím, že se k povrchu dostává magma středně bohaté na oxid křemičitý, tedy magma s vyšší viskozitou než je běžné v případě štítových sopek.

## Pojmenování
Kompozitní sopky jsou označovány tímto termínem pro střídání jednotlivých vrstev kompaktní lávy a fragmentovaných částí sopečných hornin. Tento termín byl původně používán pro popis sopek v Andách. Historicky se tento druh sopek nazýval jako stratovulkány a tento termín je stále živě používán, převážně v popularizačních textech, což souviselo s představou pravidelného střídání vrstev lávy s vrstvami pyroklastik. Občas se používal i termín stratokužel, tento termín souvisel s jejich kuželovitým tvarem se strmými svahy, u kterých se předpokládalo, že se dají popsat za pomoci ukloněné přímky. Nicméně, již v roce 1878 bylo objeveno, že jejich tvar je mnohem více podobný logaritmické křivce.

## Vznik

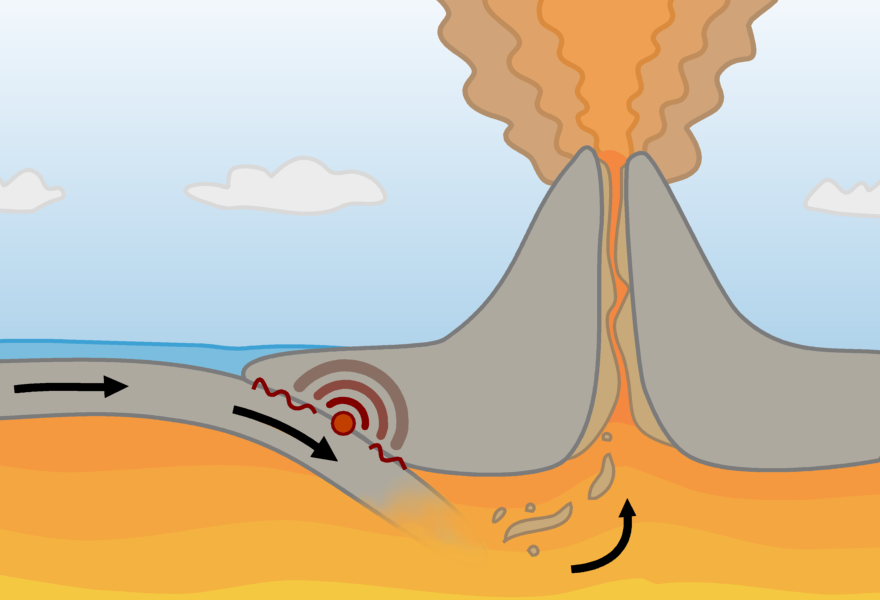
Schematický diagram oblasti subdukce ve spojitosti se vznikem kompozitní sopky

Kompozitní sopky jsou většinou vázány na subdukční okraje, kde se oceánská kůra zasouvá pod kontinentální kůru (Kaskádové pohoří, centrální Andy) či pod další oceánskou kůru (vulkanismus ostrovních oblouků jako v případě Japonského souostroví). Magma tvořící kompozitní sopky většinou vzniká, když je voda vázaná v některých minerálech a v pórech bazaltických hornin svrchní oceánské kůry uvolněna do zemského pláště nad klesající oceánskou desku. Uvolněná voda následně snižuje potřebnou teplotu a tlak pro tavení hornin okolních hornin pláště, čímž dochází k parciálnímu tavení hornin. Vzniklá tavenina má menší hustotu než okolní horniny a tak začíná stoupat vzhůru. Než vystoupá k povrchu, tak se dočasně zastaví na bázi litosféry. Následně stoupá k povrchu skrz zemskou kůru, kde se do magmatu natavují horniny zemské kůry bohaté na křemík, což taveninu dále obohacuje o tento prvek. Těsně pod povrchem se magma ještě jednou zastaví, čímž vzniká magmatický krb, nad kterým později vznikne kompozitní kužel.

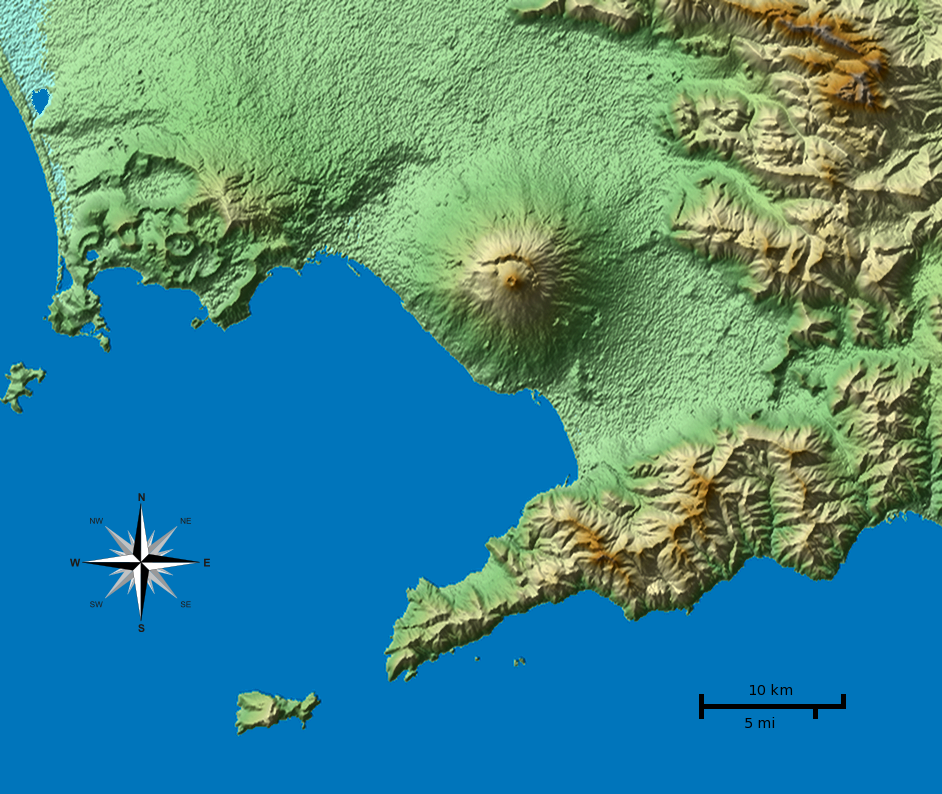
Topografický snímek Vesuvu v Itálii ukazuje značnou symetrii kužele sopky

Magma je k povrchu v případě kompozitních sopek tlačeno převážně vlivem přetlaku v magmatickém rezervoáru, který většinou leží mělko pod povrchem (5 až 10 km). Jak se na povrch dostává stále více lávy, narůstá objem vznikající sopky, což zvyšuje tlak na podloží a na mělký magmatický krb. Tím dochází k vytlačování dalšího magmatu na povrch. Vyvrhovaná láva zpravidla vychladne a utuhne blízko od sopečného kráteru, což je dáno vysokou viskozitou (láva je málo tekutá). To vytváří relativně štíhlý kužel s vrcholovým kráterem. Zvýšenou viskozitu magmatu způsobuje většinou vysoký obsah oxidu křemičitého (SiO2), jedná se většinou o felsické magma (andezit, dacit či ryolit) s menším zastoupením mafického magmatu. K nárůstu zastoupení oxidu křemičitého v magmatu se odehrává většinou během magmatické diferenciace.

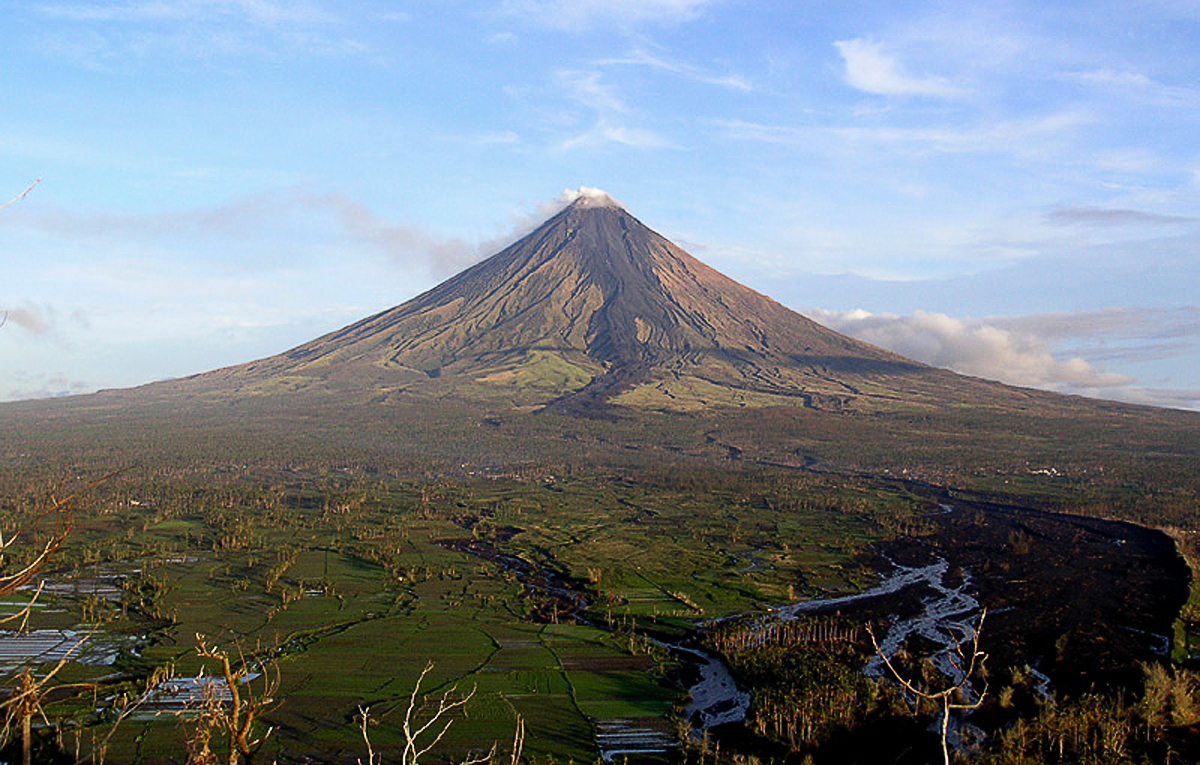
Kompozitní sopka Mayon s dobře viditelným kuželem a jednotlivými lávovými proudy, které vycházely z centrálního kráteru

Oproti sypaným kuželům či tufovým prstencům a tufovým kuželům, které vznikají většinou za krátký čas (řádově dnů, týdnů, měsíců) v rámci jedné erupce, kompozitní sopky vznikají během delšího času (desítky až stovky tisíc let) řadou erupcí. To má za následek, že v průběhu formování kompozitního vulkánu je charakteristické, že se může vystřídat celá řada typů sopečných erupcí, od havajských efuzí tvořící lávové fontány, přes strombolský typ erupcí, Pliniovský typ erupce až po Peléjský typ erupce. To také způsobuje, že se může v průběhu formování kompozitní sopky stát, že vznikne i řada jiných druhů sopek, které jsou později zakomponovány do výsledného tělesa. Kuželovitý tvar je následně způsoben postupným poklesem objemu magmatu, které stoupá k povrchu. Na počátku, kdy je magmatu hodně a má i nižší viskozitu, jelikož je chudší na oxid křemíku, jsou lávové proudy dlouhodobě zásobeny a tak se mohou roztéci do větších vzdáleností, kdežto v pozdějších fázích života kompozitní sopky je dostupného materiálu méně a tak se soustředí blíže u místa erupce.

## Vzhled
Kompozitní sopky jsou pozitivní kuželovitá tělesa, která zpravidla vznikají okolo centrální přívodní dráhy postupným ukládáním lávových proudů a fragmentovaných pyroklastických hornin. Jejich výška většinou nepřesahuje 3000 metrů a naprostá většina kompozitních sopek spojených se zaobloukovým ostrovním vulkanismem má výšku v rozmezí 2000 až 2500 metrů, objem se pak většinou pohybuje do 200 km³, nicméně u sopek vzniklých uvnitř litosférických desek může být i vyšší.

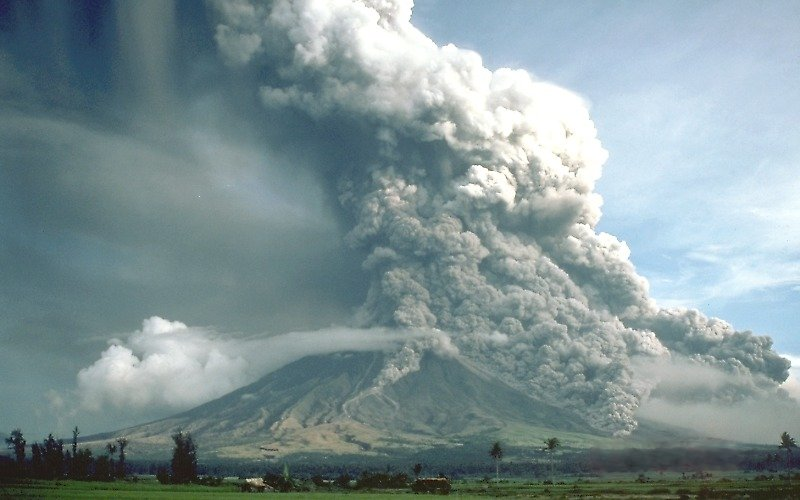
Pyroklastický proud, sbíhající po svahu kompozitní sopky Mayon na Filipínách při erupci v roce 1984

Kompozitní sopky jsou za ideálních podmínek značně symetrické, předpokládá se, že jejich základna může být téměř kruhová. V ideálním případě má spodní polovina kužele tvar, který se dá matematicky vyjádřit logaritmickou křivkou, kdežto horní polovina kužele má buď tvar vyjádřitelný linií, má tedy lineární závislost, a nebo částí parabolické křivky. Tento rozdíl ve tvarech je způsoben pravděpodobně rozdílným chemickým složením magmatu. Nejvíce pravidelná kompozitní sopka na povrchu Země se nachází na Kamčatce a je jím sopka Ključevskaja. Nicméně, v přírodě jen málokdy nastávají ideální podmínky, a proto jsou tvary kompozitních sopek často ovlivněny, ať už kolapsem části svahu sopky a případně i jejím opětovným růstem, tak i parazitickými kužely, erozí,  ale také migrací přívodního kanálu pro vystupující magma. V některých případech se může stát, že migrující přívodní kanál se rozdělí, což vede ke vzniku dvojice kompozitních sopek vedle sebe (příkladem je San Pedro–San Pablo, dvojice sopek v centrálních Andách). Často pak ale dojde k tomu, že jedna ze sopek vyhasne a aktivita pokračuje v té druhé.
Povrch kompozitních sopek je často pokryt řadou parazitických kuželů, nejčastěji v podobě sypaných kuželů či lávových dómů, které vznikají na úbočích sopky odplyněním magmatu z postranních žil unikajících z hlavní přívodní dráhy magmatu. Charakteristickým příkladem je například sicilská sopka Etna, na jejíchž úbočí se nachází desítky kuželů. Blízké okolí kompozitní sopky bývá pokryto tefrou, která vypadla z pyroklastického mračna.

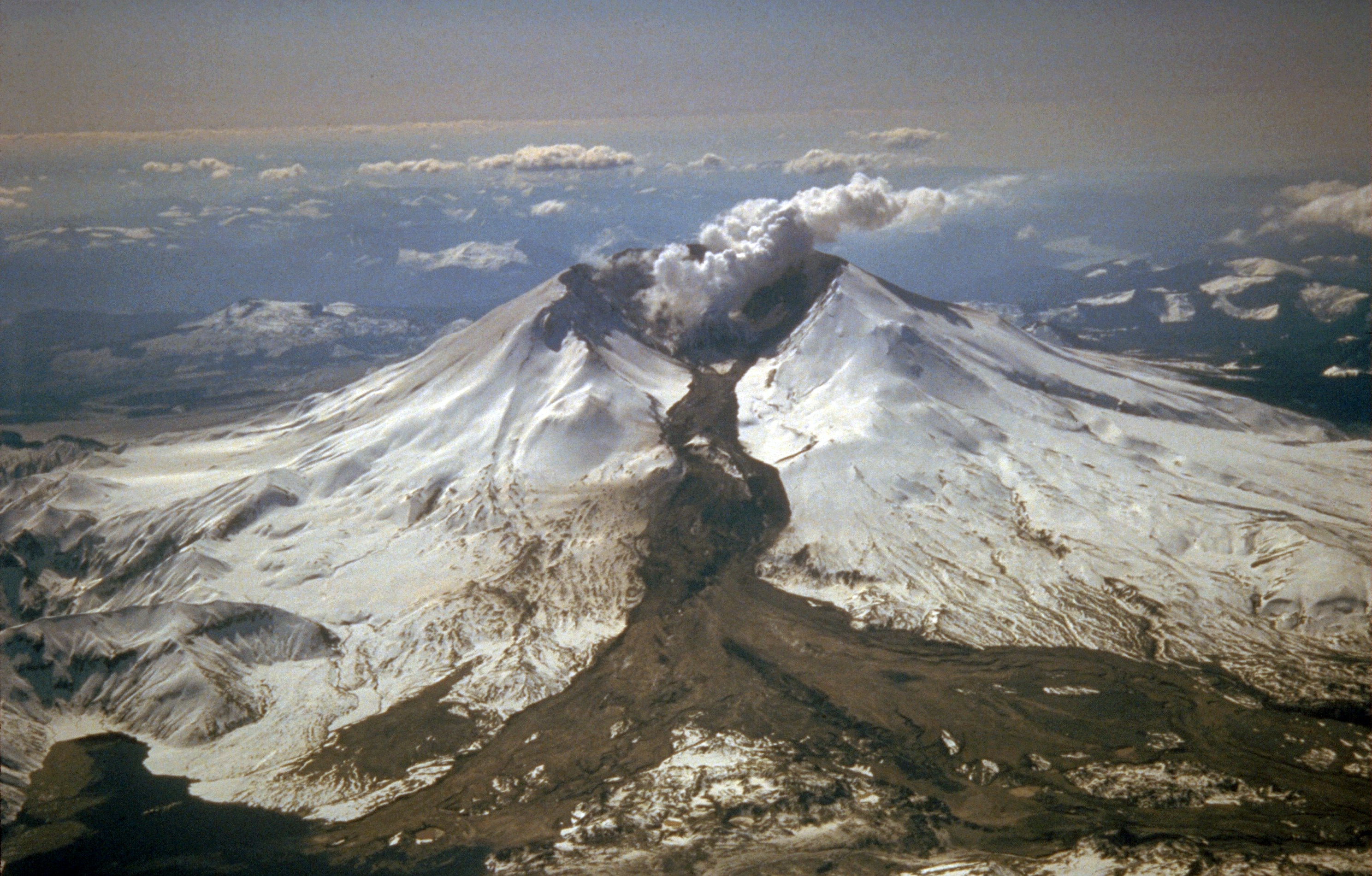
Laharový proud na úbočí kompozitní sopky Mount St. Helens během erupce v březnu 1982

Na vrcholku kompozitních sopek se často nachází kaldera, která naznačuje propad části vrcholku sopky do částečně vyprázdněného magmatického krbu, příkladem je Crater Lake v americkém státě Oregon. V jiných případech tvoří vrcholek lávový dóm, který může vlivem narůstajícího tlaku vystupujícího magmatu či sopečných plynů zkolabovat a způsobit sesuv doprovázený vznikem pyroklastických proudů či laharů.

### Degradace
Jakmile skončí sopečná erupce, kompozitní sopka je vystavena vlivu eroze a dalších procesů, které vedou ke změnám tvaru sopky. Rychlost těchto změn je závislá na místních klimatických podmínkách, kdy například sopky v aridním prostředí jsou měněny pomaleji než sopky vystaveny vlivu vody, ať už ve formě dešťových srážek či sněhu a ledu. Například v oblasti And, kde vládne aridní prostředí, jsou některé kompozitní sopky i po 20 miliónech let velice dobře zachovalé. Obzvláště vrstvy nezpevněných pyroklastických uloženin jsou snadno přemístitelné erozivními faktory, kdežto vrstvy kompaktní lávy odolávají těmto procesům mnohem lépe. Významnou roli hrají také svahové pohyby, laviny kamenných úlomků, které mají schopnost odnášet velké množství materiálu z horních částí sopky a ukládat je na úpatí sopky. Ke svahovým procesům dochází tím více, čím jsou svahy sopky strmější. Historicky bylo pozorováno, že během podobného gravitačního kolapsu může být během několika minut přeneseno 25 až 30 % objemu sopky.

## Rozšíření

### Svět

Pohled na sopku Fudži, typického zástupce kompozitní sopky

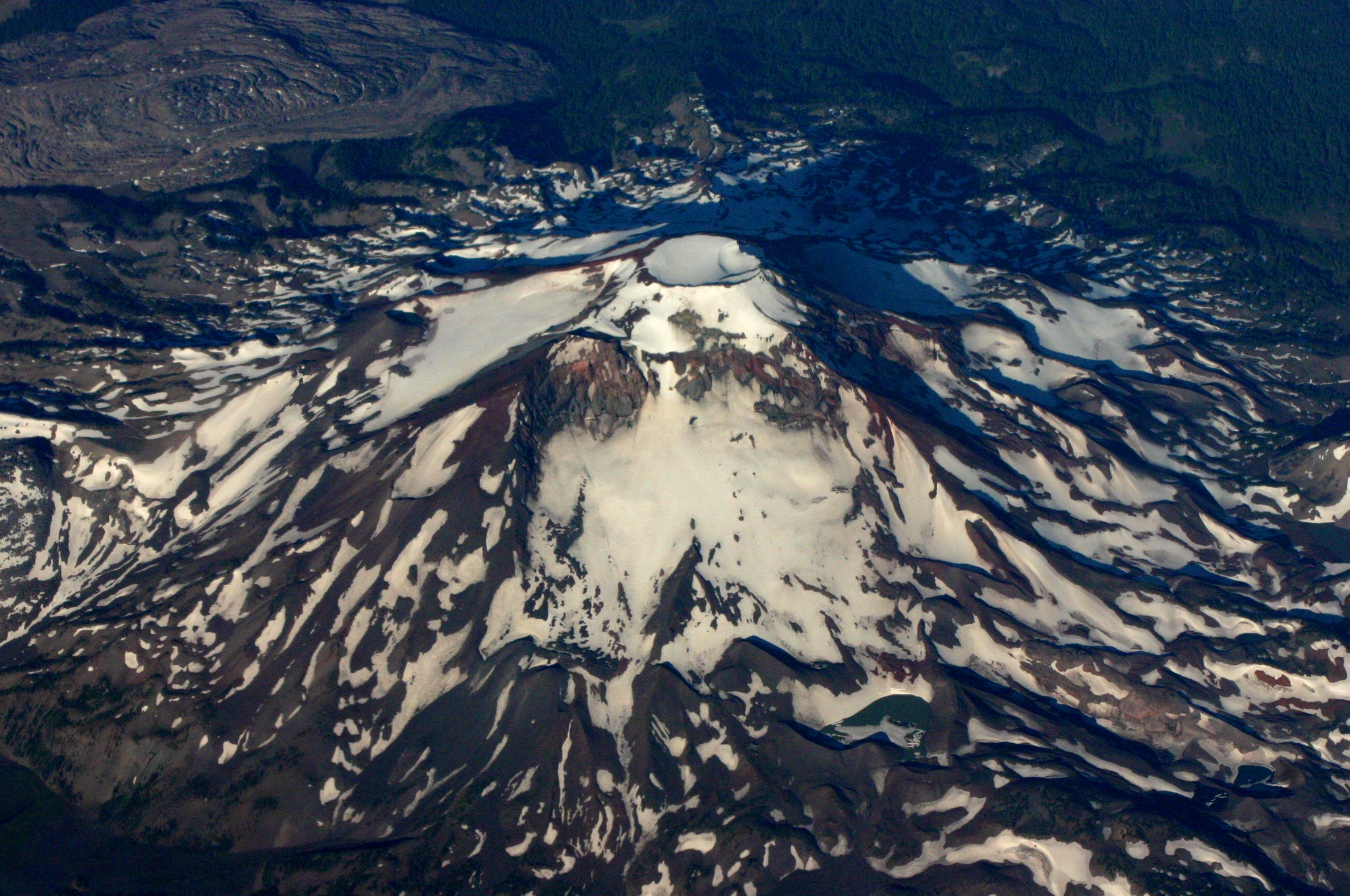
Letecký pohled na South Sister, jednu ze tří sopek tvořící dohromady komplex Three Sisters v americkém Oregonu. Na vrcholku této kompozitní sopky se nachází kaldera

Kompozitní sopky se vyskytují celosvětově ve většině sopečných oblastí, nicméně jejich četnost není rovnoměrná. V oblasti konvergentních rozhraní litosférických desek se vyskytují častěji než v jiných oblastech. V těchto oblastech se kompozitní sopky často vyskytují v lineárně protažených řadách, jak je možné pozorovat například na západním pobřeží jižní i severní Ameriky. Oproti tomu v divergentních rozhraních není výskyt kompozitních sopek běžný (výjimku tvoří například sopka Askja a Hekla na Islandu, kde středooceánský hřbet leží pravděpodobně nad plášťovou plumou).
Mnohé z nejznámějších světových sopek jsou kompozitní sopky, například:
- Etna (Itálie)
- Vesuv (Itálie)
- Stromboli (Itálie)
- Pico del Teide (Kanárské ostrovy)
- Fudži (Japonsko)
- Pinatubo (Filipíny)
- Mount St. Helens (USA)
- Soufrière Hills (Montserrat)
- Cotopaxi (Ekvádor)
- Aragac (Arménie)
- Mount Erebus (Antarktida)
- Mayon (Filipíny)
- Mount Taranaki (Nový Zéland)

### Česko
Pozůstatky vyhaslých stratovulkánů v České republice jsou například Vinařická hora u Kladna nebo Doupovské hory.

### Sluneční soustava
Existence kompozitních sopek ve sluneční soustavě, vyjma Země, nebyla zcela definitivně prokázána.

#### Mars

Snímek Zephyria Tholus, možné kompozitní sopky na povrchu Marsu. Snímek THEMIS.

Mars, podobně jako Země, bylo sopečně aktivní těleso. Na jeho povrchu je možné pozorovat celou řadu druhů sopek, nicméně se zdá, že většina velkých sopek je reprezentována štítovými sopkami (například Olympus Mons, Arsia Mons, Pavonis Mons atd.) a existence kompozitních sopek na Marsu není příliš doložena. A to i přes to, že podmínky panující na povrchu Marsu, konkrétně nižší atmosférický tlak, by měly podporovat fragmentaci magmatu a přítomnost explozivního vulkanismu produkující pyroklastický materiál. Z toho důvodu by měla být existence kompozitních sopek poměrně častá. Nicméně se zdá, že tomu tak není, jelikož existence kompozitních sopek byla naznačena jen pro několik těles v oblasti Aeolis s nejlepším příkladem v podobě hory Zephyria Tholus.